# Daddy-Long-Legs (pel·lícula de 1919)
Daddy-Long-Legs és una pel·lícula muda dirigida per Marshall Neilan i protagonitzada per Mary Pickford entre d'altres. La pel·lícula, basada en la novel·la i obra de teatre homònima de Jean Webster (1912), es va estrenar l'11 de maig de 1919. Era la primera pel·lícula que Pickford interpretava per a la First National i va suposar un dels grans èxits de l'any 1919 als Estats Units obtenint uns beneficis de 1.250.000 dòlars.

## Argument
Un policia troba una nena en un cubell de cendres i la porta a l'orfanat de la cruel senyora Lippett. La dona li posa com a nom “Jerusha Abbott” (havent triat el nom d'una làpida i el cognom a l'atzar en el llistat de telèfons) però tothom la coneix com Judy. En mig de la pobresa i l'atmosfera mesquina que regna en aquell lloc, Judy fa tot el que pot per defensar els més petits de senyora Lippett o dels fideïcomissaris. Així, en un moment, lidera una rebel·lió perquè no els serveixin més les prunes seques que han de menjar en cada àpat i en una altra roba una nina a una nena rica egoista per portar-la a una òrfena que s'està morint.
Anys més tard, Judy ja adolescent, es l'òrfena més gran i amb més talent de l'orfenat. En aquell moment, un benefactor anònim, fa una donació per enviar Judy a la universitat amb l'única condició de que mai intenti saber de qui es tracta. Judy, que només ha entrellucat la seva ombra allargada, decideix anomenar-lo “Daddy-long-legs” i li escriu llargues cartes explicant-li sobre la seva vida.
L'any següent, en un college per a noies de la Costa Est, Judy és una noia molt popular entre els seves companyes i escriu un llibre amb la intenció d'aconseguir els diners per rescabalar el seu benefactor. En general és feliç però enyora no tenir una família que se senti orgullosa dels seus èxits. En un cert moment, es troba embolicada en un triangle amorós: dos homes competeixen per la seva atenció, l'estudiant de primer any de Princeton Jimmie McBride i l'oncle d'una companya de classe, Jarvis Pendleton. Judy prefereix Jarvis però creu que la seva diferència de posició social, ella que prové de l'orfenat, li impedeix acceptar el seu compromís. Com a excusa, però, li diu que la seva diferència d'edats és molt gran. Ell creu que ella prefereix Jimmie però Judy també el refusa, el considera massa jove i cap de trons.

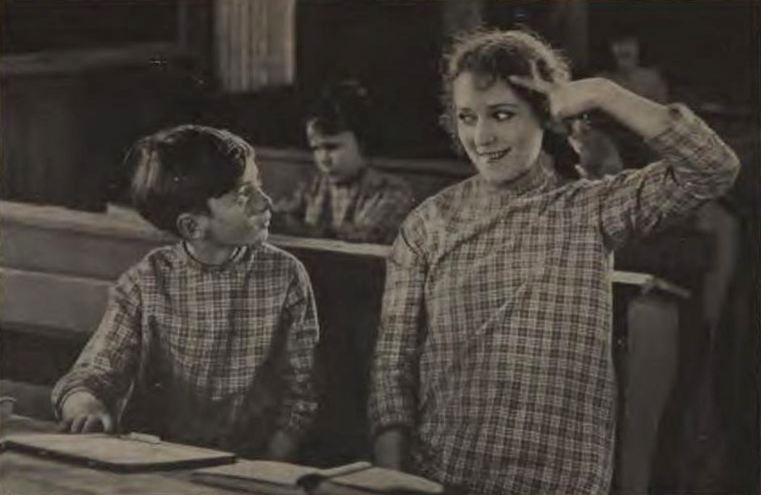
Fotograma de la pel·lícula amp Wesley Barry i Mary Pickford

Un cop graduada, Judy esdevé una escriptora coneguda i escriu al seu benefactor enviat-li diners al seu benefactor per pagar-li la seva amabilitat i explicant-li els seus problemes amorosos. En veure que no rep cap resposta de la sevas carta, Judy decideix visitar-lo i acaba descobrint que Daddy-Long-Legs en realitat és Jarvis. Estant malalt no ha vist la seva carta fins aquell matí. En descobrir-se tot, ells dos es fonen en una abraçada.

## Repartiment
- Mary Pickford (Jerusha "Judy" Abbott)
- Milla Davenport (Mrs. Lippett)
- Mahlon Hamilton as Jarvis Pendleton
- Percy Haswell (Miss Pritchard)
- Fay Lemport (Angelina Gwendolin Rosalind "Angie" Wykoff)
- Lillian Langdon (Mrs. Pendleton)
- Betty Bouton (Julia "Julie" Pendleton)
- Audrey Chapman (Sallie "Sally" Mc Bride)
- Marshall Neilan (Jimmie Mc Bride)
- Carrie Clark Ward (Mrs. Semple)
- Wesley Barry (orfe, no acreditat)
- True Eames Boardman (orfe, no acreditat)
- Jeanne Carpenter (òrfena, no acreditada)
- Estelle Evans (òrfena, no acreditada)
- Fred Huntley (orfe, no acreditat)
- Frankie Lee (orfe, no acreditat)
- Joan Marsh (òrfena, no acreditada)